# Горбунова, Юлия Германовна
 Ю́лия Ге́рмановна Горбуно́ва  (род. 3 июля 1968, Чернигов, УССР) — российский химик, специалист в области координационной и супрамолекулярной химии, автор более 150 научных статей, 13 обзоров и глав в книгах и 4 патентов РФ, и.о.декана факультета фундаментальной физико-химической инженерии МГУ имени М.В.Ломоносова.
Её научные интересы связаны с развитием фундаментальных основ получения координационных соединений и разработкой новых функциональных материалов на их основе. Главный научный сотрудник ИОНХ РАН и ИФХЭ РАН, доктор химических наук, профессор, профессор РАН, академик РАН (2022).

## Биография
В 1985 году с золотой медалью окончила черниговскую среднюю школу № 29. Тогда же поступила на химический факультет МГУ им. М. В. Ломоносова. С 1990 по 1993 год обучалась в очной аспирантуре Московского научно-производственного объединения «НИОПИК». В марте 1993 года была принята на работу в Институт общей и неорганической химии имени Н. С. Курнакова РАН (ИОНХ РАН) в лабораторию координационной химии щелочных и редких металлов на должность младшего научного сотрудника. В 2006 году защитила докторскую диссертацию, с 2010 года — заведующая сектором химии металлокомплексных супрамолекулярных систем, с 2015 года — главный научный сотрудник. С 2004 года также работает главным научным сотрудником Института физической химии и электрохимии имени А. Н. Фрумкина (ИФХЭ РАН). 28 октября 2016 года избрана членом-корреспондентом РАН по Отделению химии и наук о материалах (специальность «координационная химия»).

## Основные научные результаты
В научных трудах Ю. Г. Горбуновой
- предложены методы направленного синтеза широкого круга координационных соединений на основе тетрапиррольных лигандов — аналогов природных веществ, обеспечивающих жизнедеятельность биологического мира;
- разработаны фундаментальные принципы получения новых функциональных материалов (тонких плёнок, полимерных композитов, гибридных материалов) на базе макроциклических соединений и супрамолекулярных архитектур, как основы полифункциональных устройств нового поколения;
- найдены закономерности, позволившие создать новые тонкопленочные системы для устройств записи, обработки и хранения информации, молекулярных переключателей, оптической томографии, нелинейной оптики, преобразователей солнечной энергии, магнитных материалов и фотосенсибилизаторов с характеристиками на мировом уровне;
- разработаны материалы для ближнего ИК-диапазона для использования в оптических компьютерах, а именно для усиления информационных лазерных лучей и в качестве энергонезависимых элементов памяти (на основе полимерных проводящих композитов, содержащих фталоцианинаты металлов).

## Некоторые публикации
Избранные главы в книгах
- Gorbunova Yu.G., Martynov A.G., Tsivadze A.Yu. // Crown-Substituted Phthalocyanines: From Synthesis towards Materials. // In: K.M. Kadish, K.M. Smith, R. Guilard (Eds.), Handbook of Porphyrin Science, World Scientific Publishing, 2012: vol. 24, chapter 113, pp. 271—388.
- Bessmertnykh-Lemeune A.G., Guilard R., Stern C., Enakieva Yu.Yu., Gorbunova Yu.G., Tsivadze A.Yu., Nefedov S.E. // Biomimetic Studies of Porphyrin Self-Assembled Systems in «Supramolecular Systems: Chemistry, Types and Applications» // 2016, Nova Science Publisher, Editor: Charlotte Pena, chapter 4, ISBN 978-1-63485-885-4.

Избранные статьи (2012—2017 гг.)
- Oluwole D.O., Yagodin A.V., Mhkize N.C., Sekhosana K.E., Martynov A.G., Gorbunova Y.G., Tsivadze A.Yu., Nyokong T. // First Example of Nonlinear Optical Materials Based on Nanoconjugates of Sandwich Phthalocyanines with Quantum Dots // Chem.- A Eur. J., 2017, doi: 10.1002/chem.201604401
- Holmberg R., Polovkova M.A., Martynov A.G., Gorbunova Y.G., Murugesu M. // Impact of Coordination Environment on Magnetic Properties of Single-Molecule Magnets Based on Homo- and Hetero-Dinuclear Terbium(III) Heteroleptic Tris(Crownphthalocyaninate) // Dalton Transactions, 2016, v. 45, № 22, pp. 9320-9327.
- Meshkov I.N., Bulach V., Gorbunova Yu.G., Kyritsakas N., Grigoriev M.S., Tsivadze A.Yu., Hosseini M.W. // Phosphorus(V) Porphyrin Based Molecular Turnstiles // Inorganic Chemistry, 2016, v. 55, № 20, pp. 10774-10782.
- Gorbunova Yu.G., Grishina A.D., Martynov A.G., Krivenko T.V., Isakova A.A., Savelyev V.V., Nefedov S.E., Abkhalimov E.V., Vannikov A.V., Tsivadze A.Yu. // The Crucial Role of Self-Assembly in Nonlinear Optical Properties of Polymeric Composites Based on Crown-Substituted Ruthenium Phthalocyaninate // J. Mater. Chem. C. 2015, v. 3, № 26, pp. 6692-6700.
- Sinelshchikova A.A., Nefedov S.E., Enakieva Yu.Yu., Gorbunova Yu.G., Tsivadze A.Yu., Kadish K.M., Chen P., Bessmertnykh-Lemeune A.G., Stern C., Guilard R. // Unusual Formation of a Stable 2D Copper Porphyrin Network // Inorganic Chemistry, 2013, v. 52, № 2, pp. 999—1008.
- Martynov A.G., Gorbunova Yu.G., Nefedov S.E., Tsivadze A.Yu., Sauvage J.-P. // Synthesis and Copper(I)-Driven Disaggregation of a Zinc-Complexed Phthalocyanine Bearing Four Lateral Coordinating Rings // Eur. J. Org. Chem., 2012, № 35, pp. 6888-6894.

## Педагогическая деятельность
Ю. Г. Горбунова преподаёт студентам Высшего химического колледжа РАН, МГУ им. М. В. Ломоносова, МИТХТ им. М. В. Ломоносова (в настоящее время Московский технологический университет), под её руководством защищено 8 кандидатских диссертаций. Профессор (2013). Ведёт также работу по пропаганде научных знаний, выступая с научно-популярными статьями — например, о супрамолекулярных системах в химии и живой природе.

С 2022 исполняет обязанности декана Факультета фундаментальной физико-химической инженерии МГУ имени М. В. Ломоносова.

## Награды и премии
- звание лауреата VIII конкурса Европейской Академии для молодых учёных России по разделу «Химия» (2001);
- премия Правительства Российской Федерации в области науки и техники[1] за разработку методов направленного синтеза циклических тетрапиррольных соединений для технических целей (2002);
- премия имени Л. А. Чугаева РАН за цикл работ «Координационные соединения металлов с краун-замещёнными фталоцианиновыми лигандами» (2009);
- премия МАИК/Наука (2011);
- почётное звание кавалера ордена Академических пальм (фр. Chevalier dans l’Ordre national des Palmes Académiques)[2][3], присвоенное указом премьер-министра Французской Республики (2016).
- Медаль ордена «За заслуги перед Отечеством» II степени (5 февраля 2024 года) — за большой вклад в развитие отечественной науки, многолетнюю плодотворную деятельность и в связи с 300-летием со дня основания Российской академии наук[4].

## Научно-организационная деятельность
С 1998 года Ю. Г. Горбунова принимает активное участие в организации Менделеевских съездов по общей и прикладной химии, в 2007, 2011 и в 2016 гг. — в качестве учёного секретаря. Является членом оргкомитета ряда международных и российских профильных симпозиумов. В 2016 году избрана вице-президентом Российского химического общества им. Д. И. Менделеева. Дата обращения: 29 января 2017. Архивировано из оригинала 28 апреля 2013 года..
Выполняет функцию учёного секретаря секции «Физическая химия нано- и супрамолекулярных систем» Научного совета РАН по физической химии, а также секции «Химическое строение и реакционная способность координационных соединений» учёного совета ИОНХ. Член диссертационных советов ИФХЭ РАН и МГУ им. М. В. Ломоносова, член редколлегий журналов «Координационная химия» и «Физикохимия поверхности и защита материалов». Является экспертом Российского фонда фундаментальных исследований, Российского научного фонда и Федерального реестра экспертов научно-технической сферы, а также экспертом РАН.
В январе 2016 года Ю. Г. Горбуновой было присвоено почётное учёное звание «Профессор РАН». C апреля 2016 года она вошла в бюро координационного совета профессоров РАН, а также в состав Совета по науке и технике Комитета Государственной Думы по науке и наукоёмким технологиям.

## Международное сотрудничество
Начиная с 1993 года, Ю. Г. Горбунова проводит исследования в составе международных научных групп совместно с университетами гор. Вальядолида и Мадрида (Испания), Дижона, Страсбурга, Лиона (Франция), Грейамстауна (Южная Африка) и Оттавы (Канада). Является соруководителем российско-французской «Лаборатории макроциклических систем и материалов на их основе», созданной в 2010 году. Принимала участие в работе двух ассоциированных европейских лабораторий — SUPRACHEM и SENA.
Представляет Россию в двух международных организациях: Международном обществе порфиринов и фталоцианинов (The Society of Porphyrins and Phthalocyanines) и отделении неорганической химии в Европейской ассоциации химических и молекулярных наук (EuCheMS).